# ГКС (Ястшембе)
Спортивний клуб «ГКС 1962 Ястшембе» (пол. Klub Sportowy GKS 1962 Jastrzębie S.A.) — польський футбольний клуб з міста Ястшембе-Здруй, заснований у 1961 році. Виступає у Другій лізі. Домашні матчі приймає на Міському стадіоні, місткістю 6 800 глядачів.

## Досягнення
- Друга ліга
  - Чемпіон:  2017/2018
  - Срібний призер:  1987/1988
- Третя ліга
  - Чемпіон:  1978/1979, 1984/1985, 2006/2007, 2016/2017
  - Срібний призер:  1982/1983, 1983/1984
  - Бронзовий призер:  1972/1973, 1990/1991, 2005/2006.

## Назви
- 1961—1962: Гурник Ястшембе;
- 1962—1970: Гурник Ястшембе-Мощенія;
- 1970—1999: Гірничий спортивний клуб «Ястшембе»;
- 1999—2005: Міський спортивний клуб «Гурник Ястшембе»;
- 2005—2010: Міський спортивний клуб «ГКС Ястшембе»;
- з 2010: Спортивний клуб «ГКС 1962 Ястшембе».